# NGC 4717
NGC 4717 é uma galáxia espiral barrada (SBa) localizada na direcção da constelação de Virgo. Possui uma declinação de -09° 27' 46" e uma ascensão recta de 12 horas, 50 minutos e 34,5 segundos.
A galáxia NGC 4717 foi descoberta em 12 de Abril de 1882 por Ernst Wilhelm Leberecht Tempel.